# Surogaci
Surogaci (ang. Surrogates) – film science-fiction z 2009 roku w reżyserii Jonathana Mostowa. Scenariusz i fabuła filmu zostały stworzone na podstawie serii komiksów z lat 2005-2009 pod tym samym tytułem. W głównych rolach zagrali Bruce Willis jako agent Greer, Rosamund Pike jako Maggie Greer, Radha Mitchell jako agentka Peters oraz Ving Rhames jako prorok.

## Opis fabuły
Akcja filmu rozgrywa się w 2017 roku, kiedy to ludzie żyją w całkowitej izolacji, a jedyny kontakt między nimi następuje za pomocą robotów, które są lepszymi wersjami ich samych. Bruce Willis gra tu rolę agenta FBI, którego elektroniczny zastępca pracuje w wydziale zabójstw. Pewnego dnia mężczyzna zostaje zmuszony do ryzykownego wyjścia z domu – nie ma jednak innej możliwości, bo tylko on sam może zapobiec niebezpiecznemu spiskowi i serii tajemniczych morderstw.

## Obsada
- Bruce Willis - agent Greer
- Rosamund Pike - Maggie Greer
- Radha Mitchell - agentka Peters
- Ving Rhames - prorok
- James Cromwell - doktor Canter
- Boris Kodjoe - Stone
- Jack Noseworthy - Strickland
- Valerie Azlynn - Bridget
- David Conley - Miller
- Helena Mattsson - JJ
- Bruce-Robert Serafin - Bud
- Jordan Belfi - Victor Welch
- Jeffrey De Serrano - Armando
- Haytham Kandil - Robot
- Nicholas Purcell - Pulaski - Komandos#1
- Vincent De Paul - zastępca VSI
- Rachel Sterling - Vivian - asystentka Victora Welcha